# Indiai ezerrúpiás bankjegy
Az indiai ₹1000-s vagy ezerrúpiás bankjegy 2016-ig az indiai rúpia legnagyobb bankjegye volt, amikor kivonták.

## Adatok
| Előlap                               | Hátlap | Méret        | Előoldal                    | Hátoldal | Gyártási évek | Jegyzet |
| ------------------------------------ | ------ | ------------ | --------------------------- | --- | ------------- | ------- |
|                                      |        | 203 × 127 mm | Oroszlánszobor              | Brihadísvara-templom                                                                                                   | 1975-1977     | [ 1 ]   |
|                                      |        | 177 × 73 mm  | Mohandász Karamcsand Gandhi | Szimbolikus elemek a földművelési, számítógépes, űrkutatási, kohászati, bányászati és petróleum finomítói fejlődésekre | 2000-2002     | [ 2 ]   |
|                                      |        | 177 × 73 mm  | Mohandász Karamcsand Gandhi | Szimbolikus elemek a földművelési, számítógépes, űrkutatási, kohászati, bányászati és petróleum finomítói fejlődésekre | 2005-2012     | [ 3 ]   |
|                                      |        | 177 × 73 mm  | Mohandász Karamcsand Gandhi | Szimbolikus elemek a földművelési, számítógépes, űrkutatási, kohászati, bányászati és petróleum finomítói fejlődésekre | 2006-2016     | [ 4 ]   |
| A képeken 1 mm 1 pixelnek felel meg. |        |              |                             | |               |         |